# Nothin' on You
„Nothin' on You“ je píseň amerického hip-hopového zpěváka B.o.B. Píseň pochází z jeho debutového studiového alba B.o.B Presents: The Adventures of Bobby Ray. Produkce se ujal producent The Smeezingtons. S touto písní mu vypomohl americký popový zpěvák Bruno Mars.

## Hitparáda
| Země      | Umístění |
| --------- | -------- |
| Austrálie | 3        |
| Česko     | 35       |
| Kanada    | 10       |
| Německo   | 22       |
| Anglie    | 1        |
| Evropa    | 5        |
| USA       | 1        |

| "Rude Boy" od Rihanna     | USA #1 hity 1. května~15. května 2010       | "OMG" od Usher featuring will.i.am |
| "Good Times" od Roll Deep | Anglické #1 hity 23. května~30. května 2010 | "Dirtee Disco" od Dizzee Rascal    |